# Всемирная газетная ассоциация
Всемирная газетная ассоциация (англ. World Association of Newspapers) — некоммерческая негосударственная организация, состояла из 76 национальных газетных ассоциаций, двенадцати новостных агентств, десяти региональных пресс-организаций и отдельных руководителей газет приблизительно в ста странах мира. ВГА была основана в 1948 году и представляла более восемнадцати тысяч печатных изданий на пяти континентах. В июле 2009 года в результате слияния преобразована во Всемирную газетную и новостную ассоциацию.
Всемирная газетная ассоциация являлась членом Международной ассоциации по защите свободы слова, которая отслеживает нарушения свободы слова по всему миру и защищает журналистов, писателей, пользователей интернета и других людей, которые несправедливо преследуются властями.
ВГА работала в тесном сотрудничестве в ряде областей с Европейской Ассоциацией Издателей Газет (European Newspaper Publishers Association), главный офис которой находится в Брюсселе.

## Главные цели ВГА
- Защищать и продвигать свободу прессы и экономическую независимость газет как необходимое условие для этой свободы.
- Поддержка и развитие газет, издаваемых по всему миру, укрепляя связи и контакты между руководителями газет из разных регионов мира и культур планеты.
- Продвижение сотрудничества между её членами-организациями, будь то национальные, региональные или по всему миру.

## Деятельность ВГА
- Представляет газетную индустрию на всех международных обсуждениях, касающихся вопросов СМИ, для защиты как свободы прессы, так и профессиональных и деловых интересов прессы.
- Продвигает всемирный обмен информацией и идеями о производстве лучших и более прибыльных газет;
- Выступает против любых ограничений на свободу информации, на распространение газет и на рекламу;
- Решительно проводит кампании против нарушений прав и свобод прессы;
- Помогает газетам в развивающихся странах, путём обучения журналистов и персонала изданий;
- Направляет юридическую, материальную и гуманитарную помощь пострадавшим издателям и журналистам.